# Dynamic Data Exchange
Dynamic Data Exchange (dall'inglese scambio dinamico dei dati), meglio conosciuto con la sigla DDE, è un sistema di comunicazione interprocesso (IPC) presente nei sistemi operativi Macintosh, Windows e OS/2.
DDE permette a due applicazioni in esecuzione di condividere un insieme di dati. Per esempio, DDE permette di collegare i dati di un foglio di calcolo in un documento creato con un elaboratore testi. La modifica di questi dati in una delle due applicazioni si riflette nell'altra.
La tecnologia DDE è piuttosto obsoleta, e le sue funzionalità sono state in gran parte soppiantate da OLE. Tuttavia DDE è ancora utilizzato in alcuni ambiti per via della sua semplicità; ad esempio è il meccanismo usato da Windows Explorer per comunicare ad un'applicazione già aperta di aprire un nuovo file (altrimenti il nuovo file verrebbe aperto in una nuova istanza dell'applicazione).